# San Sisto Vecchio
San Sisto Vecchio är en kyrkobyggnad och mindre basilika i Rom, helgad åt den helige påven Sixtus II. Kyrkan är belägen vid Via Druso i Rione Celio och tillhör församlingen Santa Maria in Domnica alla Navicella.

## Historia
San Sisto är en av de första titelkyrkorna och bar ursprungligen namnet Titulus Crescentiae. På 500-talet fördes den helige Sixtus reliker från Sankt Calixtus katakomber till denna kyrka.
Kyrkan byggdes om under påve Innocentius III (1198–1216) och förlänades år 1219 åt den helige Dominicus. På uppdrag av påve Benedictus XIII (1724–1730) restaurerades kyrkan av arkitekten Filippo Raguzzini mellan 1725 och 1727. Raguzzini ritade en ny fasad och försåg interiören med ny dekoration.

## Interiör
Absidens halvkupol och tak är smyckade med fresker från 1700-talet, vilka bland annat framställer den Heliga Treenigheten samt scener ur de heliga Sixtus och Laurentius liv. I absiden finns även freskfragment från 1200-talet.

## Titelkyrka
San Sisto Vecchio stiftades som titelkyrka i slutet av 400-talet.
Kardinalpräster under 1900-talet
- Giuseppe Antonio Ermenegildo Prisco (1898–1923)
- Vakant (1923–1930)
- Achille Liénart (1930–1973)
- Octavio Antonio Beras Rojas (1976–1990)
- Ignatius Kung Pin-Mei (1991–2000)
- Marian Jaworski (2001–2020)
- Antoine Kambanda (2020–)

## Bilder
| - San Sisto Vecchio avbildad på Antonio Tempestas vy över Rom från år 1593. |